# نواب‌گنج، اونائو
نواب‌گنج، اونائو (به انگلیسی: Nawabganj) یک منطقهٔ مسکونی در هند است که در Unnao district واقع شده‌است.

## خصوصیات
نواب‌گنج  ۹٬۸۳۷ نفر جمعیت دارد و ۹۳ متر بالاتر از سطح دریا واقع شده‌است.